# Lonomia frankae
Lonomia frankae es una especie de polilla de la familia Saturniidae, endémica de las proximidades de Oxapampa, Perú. 
Los machos vuelan solamente poco tiempo antes de la salida del sol. Se le ve frecuentemente en abril, pero solo ha sido atrapada en un solo sitio, a pesar de un amplio muestreo durante una década. La región exacta en que se le ha encontrado es conocida localmente como "La Suiza"; está separada del espeso bosque de la cuenca del Amazonas por una cresta montañosa y se encuentra a una altitud de unos 2.000 m s. n. m.